# Zdrobite cătușe
Zdrobite cătușe (Złamane łańcuchy) to hymn państwowy Rumunii w latach 1948–1953. Muzykę skomponował Matei Socor, a słowa napisał Aurel Baranga.

## Oficjalne słowa
Zdrobite cătușe în urmă rămân,
În frunte-i mereu muncitorul,
Prin lupte și jertfe o treaptă urcăm
Stăpân pe destin e poporul.
Trăiască, trăiască Republica noastră,
În marș de năvalnic șuvoi;
Muncitori și țărani și ostași
Zidim România Republicii noi.
În lături cu putredul vechi stăvilar
E ceasul de sfântă’ncordare
Unirea și pacea și munca-i stegar’
Republicii noi populare.
Trăiască, trăiască Republica noastră,
În marș de năvalnic șuvoi;
Muncitori și țărani și ostași
Zidim România Republicii noi.
Spre țelul victoriei mari neîndreptăm
E ceas de izbânzi viitoare
Credință îm muncă și luptă jurăm
Republicii noi populare.
Trăiască, trăiască Republica noastră,
În marș de năvalnic șuvoi;
Muncitori și țărani și ostași
Zidim România Republicii noi.